# Baitoa
Baitoa es un municipio de la República Dominicana, que está situado en la  provincia de Santiago.

## Límites
Municipios limítrofes:
| Noroeste: Sabana Iglesia | Norte: Puñal | Noreste: La Vega |
| Oeste: Sabana Iglesia    |              | Este: La Vega    |
| Suroeste Sabana Iglesia  | Sur: La Vega | Sureste: La Vega |

## Distritos municipales
Está formado por los distritos municipales de:
| Nombre           | Código   |
| ---------------- | -------- |
| Baitoa Centro    | 01251001 |
| Los Ciruelos     | 01251002 |
| La Jagua         | 01251003 |
| La Lima          | 01251004 |
| López            | 01251005 |
| San José Adentro | 01251006 |
| San José Afuera  | 01251007 |